# 6802 Černovice
6802 Černovice là một tiểu hành tinh vành đai chính với cận điểm quỹ đạo là 2.2931236 AU. Nó có độ lệch tâm quỹ đạo là 0.2486870 và chu kỳ quỹ đạo là 1947.6380750 ngày (5.33 năm).
Cabrera has độ nghiêng quỹ đạo là 2.10079°.
Nó được phát hiện ngày 24 tháng 10 năm 1995 bởi Miloš Tichý.
Nó được đặt theo tên Cernovice, the town in which the discoverer lived in his youth.